# Bundesministerium für Wohnen, Stadtentwicklung und Bauwesen
Das Bundesministerium für Wohnen, Stadtentwicklung und Bauwesen (BMWSB) ist eine Oberste Bundesbehörde der Bundesrepublik Deutschland mit Sitz in der Bundesstadt Bonn und Berlin. Seit dem 6. Mai 2025 ist Verena Hubertz (SPD) Bundesministerin für Wohnen, Stadtentwicklung und Bauwesen im Kabinett Merz. Ein eigenständiges Bundesbauministerium bestand von 1949 bis 1998 und besteht wieder seit 2021.

## Geschichte
1949 wurde zunächst das Bundesministerium für Wiederaufbau gegründet. Dieses wurde 1950 in Bundesministerium für Wohnungsbau umbenannt. 1961 erfolgte eine Umbenennung in Bundesministerium für Wohnungswesen, Städtebau und Raumordnung, 1965 in Bundesministerium für Wohnungswesen und Städtebau und 1969 in Bundesministerium für Städtebau und Wohnungswesen. 1972 erhielt es den Namen Bundesministerium für Raumordnung, Bauwesen und Städtebau, den es bis zu seiner Auflösung 1998 trug.
Lauritz Lauritzen (SPD) war von Juli bis Dezember 1972 in Personalunion Bau-, Post- und Verkehrsminister; die drei Ministerien blieben jedoch organisatorisch selbstständig. Erste Ministerin war Gerda Hasselfeldt (1990 und 1991).
Im Kabinett Schröder I wurde das Ministerium durch Organisationserlass des Bundeskanzlers vom 27. Oktober 1998 mit dem Bundesverkehrsministerium zum Bundesministerium für Verkehr, Bau- und Wohnungswesen (BMVBW) vereinigt. Dessen erster Leiter wurde Franz Müntefering (SPD).
Von 2013 bis 2018 war der Baubereich dem Bundesumweltministerium (BMUB) angegliedert, von 2018 bis 2021 gehörte er zum Bundesinnenministerium (BMI).
Mit Organisationserlass vom 8. Dezember 2021 hat Bundeskanzler Olaf Scholz noch am Tag seiner Ernennung und mit sofortiger Wirkung angeordnet, dass ein Bundesministerium für Wohnen, Stadtentwicklung und Bauwesen gebildet wird. Seitdem besteht das Bauministerium erneut als selbstständiges Bundesministerium. Dem Bundesministerium für Wohnen, Stadtentwicklung und Bauwesen wurden gemäß dem Erlass aus dem Geschäftsbereich des Bundesministeriums des Innern und für Heimat die Zuständigkeiten für Bauwesen, Bauwirtschaft und Bundesbauten, für Stadtentwicklung, Stadtentwicklungsprogramme und Wohnen sowie für Raumordnung, Regionalpolitik und Landesplanung übertragen.
Das Bundesministerium hat den Standortwettbewerb für das Zukunftszentrum für Deutsche Einheit und Europäische Transformation begleitet. Als Standort wurde im Februar 2023 Halle (Saale) ausgewählt.

### Namen
- 1949–1950: Bundesministerium für Wiederaufbau
- 1950–1961: Bundesministerium für Wohnungsbau
- 1961–1965: Bundesministerium für Wohnungswesen, Städtebau und Raumordnung
- 1965–1969: Bundesministerium für Wohnungswesen und Städtebau
- 1969–1972: Bundesministerium für Städtebau und Wohnungswesen
- 1972–1998: Bundesministerium für Raumordnung, Bauwesen und Städtebau
- seit 2021: Bundesministerium für Wohnen, Stadtentwicklung und Bauwesen

## Aufbau
Unter dem für Planung, Koordinierung und Kommunikation zuständigen Leitungsstab gliedert sich das Ministerium in vier Abteilungen:
- Abteilung Z (Zentral- und Grundsatzabteilung)
- Abteilung W (Wohnungswesen und Immobilienwirtschaft)
- Abteilung S (Stadtentwicklung, Raumordnung)
- Abteilung B (Baupolitik, Bauwirtschaft, Bundesbau)

## Zuständige Bundesminister

### Bundesbauminister 1949–1998 und ab 2021
| Nr.                                                                      | Name                                                                     | Lebensdaten                                                              | Partei                                                                   | Beginn der Amtszeit                                                      | Ende der Amtszeit                                                        | Kabinett                                                                 |
| Bundesminister für Wiederaufbau, ab 1950: Bundesminister für Wohnungsbau | Bundesminister für Wiederaufbau, ab 1950: Bundesminister für Wohnungsbau | Bundesminister für Wiederaufbau, ab 1950: Bundesminister für Wohnungsbau | Bundesminister für Wiederaufbau, ab 1950: Bundesminister für Wohnungsbau | Bundesminister für Wiederaufbau, ab 1950: Bundesminister für Wohnungsbau | Bundesminister für Wiederaufbau, ab 1950: Bundesminister für Wohnungsbau | Bundesminister für Wiederaufbau, ab 1950: Bundesminister für Wohnungsbau |
| ------------------------------------------------------------------------ | ------------------------------------------------------------------------ | ------------------------------------------------------------------------ | ------------------------------------------------------------------------ | ------------------------------------------------------------------------ | ------------------------------------------------------------------------ | ------------------------------------------------------------------------ |
| 1                                                                        | Eberhard Wildermuth                                                      | 1890–1952                                                                | FDP                                                                      | 20. September 1949                                                       | 9. März 1952                                                             | Adenauer I                                                               |
| 2                                                                        | Fritz Neumayer                                                           | 1884–1973                                                                | FDP                                                                      | 19. Juli 1952                                                            | 20. Oktober 1953                                                         | Adenauer I                                                               |
| 3                                                                        | Victor-Emanuel Preusker                                                  | 1913–1991                                                                | FDP (bis 1956)                                                           | 20. Oktober 1953                                                         | 29. Oktober 1957                                                         | Adenauer II                                                              |
| 3                                                                        | Victor-Emanuel Preusker                                                  | 1913–1991                                                                | FVP (ab 1956)                                                            | 20. Oktober 1953                                                         | 29. Oktober 1957                                                         | Adenauer II                                                              |
| 4                                                                        | Paul Lücke                                                               | 1914–1976                                                                | CDU                                                                      | 29. Oktober 1957                                                         | 14. November 1961                                                        | Adenauer III                                                             |
| Bundesminister für Wohnungswesen, Städtebau und Raumordnung              |                                                                          |                                                                          |                                                                          |                                                                          |                                                                          |                                                                          |
| 4                                                                        | Paul Lücke                                                               | 1914–1976                                                                | CDU                                                                      | 14. November 1961                                                        | 26. Oktober 1965                                                         | Adenauer IV                                                              |
| 4                                                                        | Paul Lücke                                                               | 1914–1976                                                                | CDU                                                                      | 14. November 1961                                                        | 26. Oktober 1965                                                         | Adenauer V                                                               |
| 4                                                                        | Paul Lücke                                                               | 1914–1976                                                                | CDU                                                                      | 14. November 1961                                                        | 26. Oktober 1965                                                         | Erhard I                                                                 |
| Bundesminister für Wohnungswesen und Städtebau                           |                                                                          |                                                                          |                                                                          |                                                                          |                                                                          |                                                                          |
| 5                                                                        | Ewald Bucher                                                             | 1914–1991                                                                | FDP                                                                      | 26. Oktober 1965                                                         | 28. Oktober 1966                                                         | Erhard II                                                                |
| 6                                                                        | Bruno Heck                                                               | 1917–1989                                                                | CDU                                                                      | 8. November 1966                                                         | 30. November 1966                                                        | Erhard II                                                                |
| 7                                                                        | Lauritz Lauritzen                                                        | 1910–1980                                                                | SPD                                                                      | 1. Dezember 1966                                                         | 21. Oktober 1969                                                         | Kiesinger                                                                |
| Bundesminister für Städtebau und Wohnungswesen                           |                                                                          |                                                                          |                                                                          |                                                                          |                                                                          |                                                                          |
| 7                                                                        | Lauritz Lauritzen                                                        | 1910–1980                                                                | SPD                                                                      | 22. Oktober 1969                                                         | 15. Dezember 1972                                                        | Brandt I                                                                 |
| Bundesminister für Raumordnung, Bauwesen und Städtebau                   |                                                                          |                                                                          |                                                                          |                                                                          |                                                                          |                                                                          |
| 8                                                                        | Hans-Jochen Vogel                                                        | 1926–2020                                                                | SPD                                                                      | 15. Dezember 1972                                                        | 16. Mai 1974                                                             | Brandt II                                                                |
| 9                                                                        | Karl Ravens                                                              | 1927–2017                                                                | SPD                                                                      | 16. Mai 1974                                                             | 16. Februar 1978                                                         | Schmidt I                                                                |
| 9                                                                        | Karl Ravens                                                              | 1927–2017                                                                | SPD                                                                      | 16. Mai 1974                                                             | 16. Februar 1978                                                         | Schmidt II                                                               |
| 10                                                                       | Dieter Haack                                                             | * 1934                                                                   | SPD                                                                      | 16. Februar 1978                                                         | 1. Oktober 1982                                                          | Schmidt II                                                               |
| 10                                                                       | Dieter Haack                                                             | * 1934                                                                   | SPD                                                                      | 16. Februar 1978                                                         | 1. Oktober 1982                                                          | Schmidt III                                                              |
| 11                                                                       | Oscar Schneider                                                          | 1927–2024                                                                | CSU                                                                      | 4. Oktober 1982                                                          | 21. April 1989                                                           | Kohl I                                                                   |
| 11                                                                       | Oscar Schneider                                                          | 1927–2024                                                                | CSU                                                                      | 4. Oktober 1982                                                          | 21. April 1989                                                           | Kohl II                                                                  |
| 11                                                                       | Oscar Schneider                                                          | 1927–2024                                                                | CSU                                                                      | 4. Oktober 1982                                                          | 21. April 1989                                                           | Kohl III                                                                 |
| 12                                                                       | Gerda Hasselfeldt                                                        | * 1950                                                                   | CSU                                                                      | 21. April 1989                                                           | 18. Januar 1991                                                          | Kohl III                                                                 |
| 13                                                                       | Irmgard Schwaetzer                                                       | * 1942                                                                   | FDP                                                                      | 18. Januar 1991                                                          | 17. November 1994                                                        | Kohl IV                                                                  |
| 14                                                                       | Klaus Töpfer                                                             | 1938–2024                                                                | CDU                                                                      | 17. November 1994                                                        | 14. Januar 1998                                                          | Kohl V                                                                   |
| 15                                                                       | Eduard Oswald                                                            | * 1947                                                                   | CSU                                                                      | 14. Januar 1998                                                          | 26. Oktober 1998                                                         | Kohl V                                                                   |
| Bundesminister für Wohnen, Stadtentwicklung und Bauwesen                 |                                                                          |                                                                          |                                                                          |                                                                          |                                                                          |                                                                          |
| 16                                                                       | Klara Geywitz                                                            | * 1976                                                                   | SPD                                                                      | 8. Dezember 2021                                                         | 6. Mai 2025                                                              | Scholz                                                                   |
| 17                                                                       | Verena Hubertz                                                           | * 1987                                                                   | SPD                                                                      | 6. Mai 2025                                                              | amtierend                                                                | Merz                                                                     |

### Andere für Bauen zuständige Bundesminister 1998–2021
| Name                                                                | Lebensdaten | Partei | Beginn der Amtszeit | Ende der Amtszeit  | Kabinett    |
| ------------------------------------------------------------------- | ----------- | ------ | ------------------- | ------------------ | ----------- |
| Bundesminister für Verkehr, Bau- und Wohnungswesen                  |             |        |                     |                    |             |
| Franz Müntefering                                                   | * 1940      | SPD    | 27. Oktober 1998    | 17. September 1999 | Schröder I  |
| Reinhard Klimmt                                                     | * 1942      | SPD    | 29. September 1999  | 20. November 2000  | Schröder I  |
| Kurt Bodewig                                                        | * 1955      | SPD    | 20. November 2000   | 22. Oktober 2002   | Schröder I  |
| Manfred Stolpe                                                      | 1936–2019   | SPD    | 22. Oktober 2002    | 22. November 2005  | Schröder II |
| Bundesminister für Verkehr, Bau und Stadtentwicklung                |             |        |                     |                    |             |
| Wolfgang Tiefensee                                                  | * 1955      | SPD    | 22. November 2005   | 28. Oktober 2009   | Merkel I    |
| Peter Ramsauer                                                      | * 1954      | CSU    | 28. Oktober 2009    | 17. Dezember 2013  | Merkel II   |
| Bundesministerin für Umwelt, Naturschutz, Bau und Reaktorsicherheit |             |        |                     |                    |             |
| Barbara Hendricks                                                   | * 1952      | SPD    | 17. Dezember 2013   | 14. März 2018      | Merkel III  |
| Bundesminister des Innern, für Bau und Heimat                       |             |        |                     |                    |             |
| Horst Seehofer                                                      | * 1949      | CSU    | 14. März 2018       | 8. Dezember 2021   | Merkel IV   |

## Zuständige Staatssekretäre

### Parlamentarische Staatssekretäre
- 1969–1972: Karl Ravens (SPD)
- 1972–1978: Dieter Haack (SPD)
- 1978–1982: Dietrich Sperling (SPD)
- 1982–1987: Friedrich-Adolf Jahn (CDU)
- 1987–1993: Jürgen Echternach (CDU)
- 1991–1998: Joachim Günther (FDP)
- 2021–2023: Cansel Kiziltepe (SPD)
- seit 2021: Sören Bartol (SPD)
- 2023–2025: Elisabeth Kaiser (SPD)
- seit 2025: Sabine Poschmann (SPD)

### Beamtete Staatssekretäre
- 1949–1959: Hermann Wandersleb
- 1959–1965: Werner Ernst
- 1965–1969: Johannes Schornstein
- 1969–1973: Louis Storck
- 1973–1978: Hubert Abreß
- 1978–1982: Albert Maximilian Schmid (SPD)
- 1982–1994: Gerhard von Loewenich
- 1990–1994: Herbert Schmülling (FDP)
- 1994–1998: Christa Thoben (CDU)
- 2021–2025: Rolf Bösinger (SPD)
- seit 2025: Olaf Joachim (SPD)

## Dienstsitz

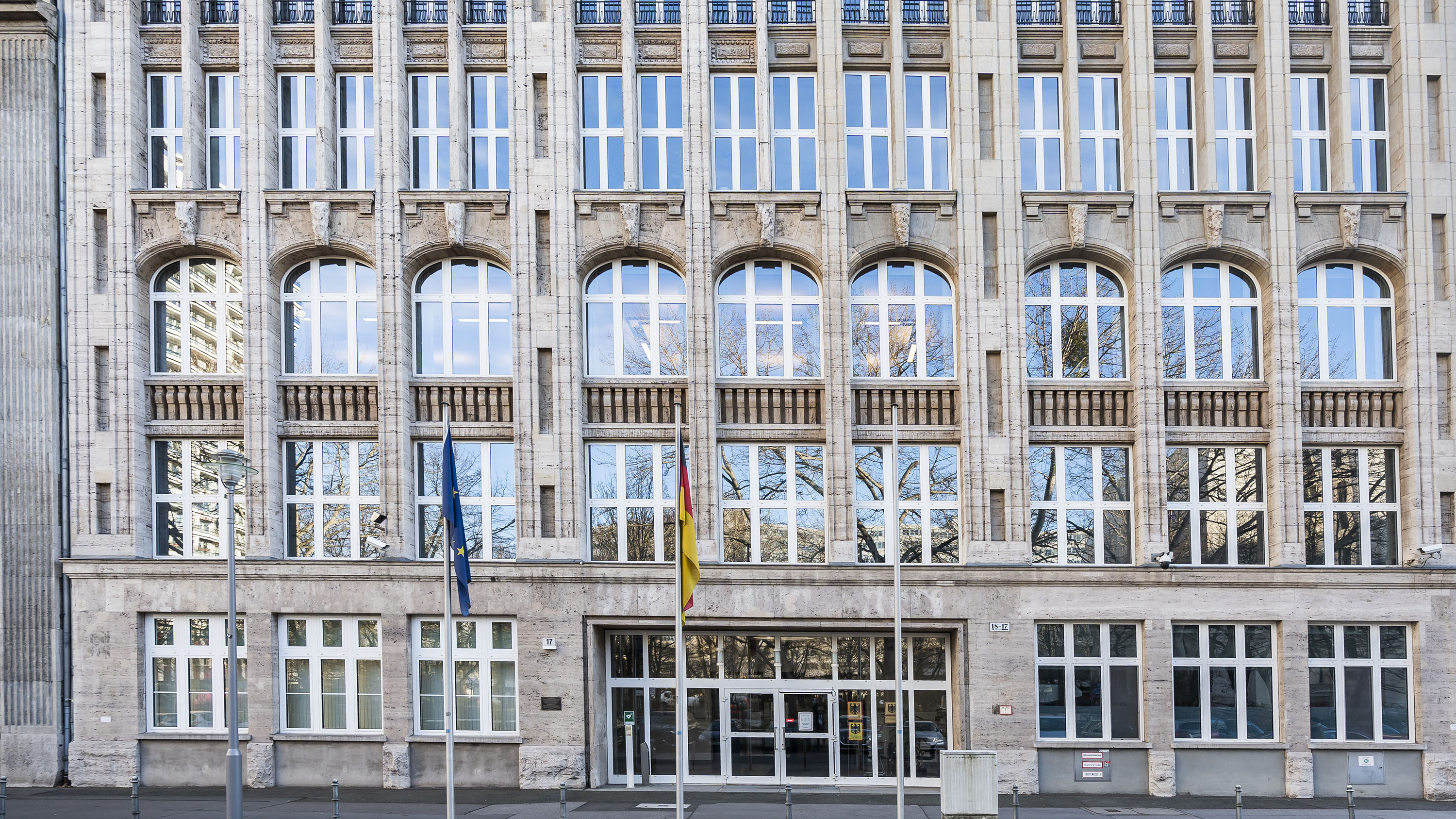
Dienstsitz des Bundesministeriums in Berlin

Der Berliner Dienstsitz des BMWSB liegt in der Krausenstraße 17–18 in Berlin-Mitte. Das Gebäude wurde zuvor vom Bundesinnenministerium genutzt. Da dieses Gebäude derzeit allerdings aufgrund dringender Sanierungsarbeiten nicht genutzt wird, befindet sich der Berliner Dienstsitz des BMWSB seit 2024 in der Rudi-Dutschke-Straße 4.
Der Bonner Dienstsitz des Ministeriums befand sich ab 2021 zunächst in der Graurheindorfer Straße 198 im Stadtteil Castell in unmittelbarer Nachbarschaft zum Bundesministerium des Innern und für Heimat und wechselte dann an den Robert-Schuman-Platz 3, wo es gemeinsam mit dem Bundesministerium für Umwelt, Naturschutz, nukleare Sicherheit und Verbraucherschutz ein in den 1980er Jahren errichtetes Ministerialgebäude nutzt.
Bis 1998 hatte das Bauministerium seinen Dienstsitz im Schloss Deichmannsaue in Bonn-Rüngsdorf.